# Munguía Industrial, S.A.

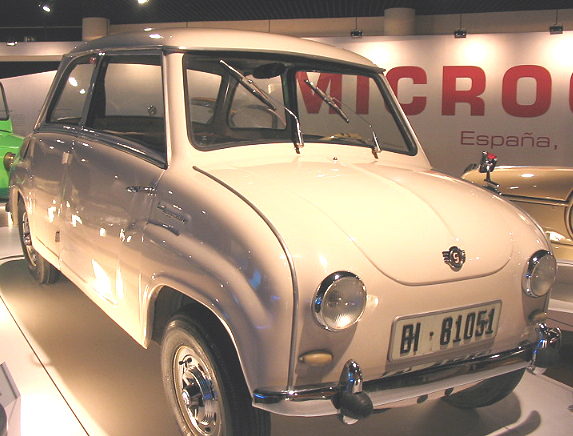
Goggomobil 400 S.

El 22 de enero de 1957 un grupo de empresarios vascos fundaron la empresa Munguía Industrial, S.A. (Munisa) con sede en la calle Marqués del Puerto, n.º 3, de Bilbao. La intención era fabricar un pequeño coche utilitario en serie, dada la carencia de este tipo de vehículos, a excepción de los artesanales artilugios que se fabricaron en esos años y de algún proyecto serio tipo PTV o Isetta (el Seat 600 inició su andadura en España precisamente ese año).
Después de contactos con varias fábricas europeas en abril de 1957 se llegó a un acuerdo con la empresa Hans Glas GmbH de la entonces RFA, situada en Dingolfing (Baviera), fabricante del pequeño y exitoso automóvil Goggomobil modelo T250.
Una vez conseguido el oportuno permiso del Ministerio de Industria (comprando la licencia que poseía Kapi), en septiembre del mismo año se procedió a la construcción de la fábrica en Munguía (Vizcaya) que se terminó en 1961 y a principios del año siguiente se comenzó la fabricación del pequeño Goggomobil, del que se llegaron a fabricar unas 1100 unidades, pese a lo conflictivo de ese año, ya que una ola de huelgas salpicó el País Vasco durante la primavera y el verano.
En 1963 se fabricaron 2100 unidades que podrían haber llegado a superar las 4000 dada la demanda, ya que se llegaron a fabricar más de 300 unidades mensuales a principios del año, pero los problemas financieros de los concesionarios frenaron este ritmo de producción. Estos problemas se solucionaron al año siguiente apoyando a los distribuidores y disminuyendo el precio de venta. Pero con la llegada del otoño se produjo otra reducción en las ventas, que hizo que ese ejercicio se saldara con 1900 unidades vendidas. Se podían ya atisbar los problemas que asolarían la fábrica durante el año 1965, en que solamente se produjeron 450 unidades pese a haber incorporado a la gama una pequeña furgoneta y el modelo T350 (un poco más grande y de mayor cilindrada). A principios del año 1966 ya toda la producción se centra en el modelo 400S, si bien solo se produjeron unas 550 unidades debido al inventario de unidades no vendidas del año anterior.
En vista de la poca demanda de estos vehículos (el SEAT 600 estaba ya en su apogeo) se mantuvieron conversaciones con varias marcas europeas (e incluso alguna americana) como Standard Triumph, BMW para fabricar el modelo 700 y Volkswagen para la fabricación del modelo 1300 o 1500, operación que contó con la oposición del Ministerio de Industria. También se intentó llegar a un acuerdo para fabricar en España las motocicletas Honda (finalmente se hizo con Lambretta).
En abril de 1966 se presentaron dos importantes novedades: el T700 y el 1700GT. En el primer caso se trataba de un utilitario tipo kombi o familiar (convertible o conbi como se decía entonces) basado en el Glass-Isar T700, por lo que su aspecto y prestaciones ya eran más propias de un utilitario al uso que en un microcoche, puesto que su motor desarrollaba una potencia de 34 CV a 4900 rpm y su atractiva carrocería le auguraba un gran futuro incluso como vehículo comercial, ya que con el asiento abatido disponía de una gran superficie de carga. La otra novedad era el deportivo Glass 1700 GT de agresivas líneas, que no prosperó debido a lo costoso de la maquinaria y el utillaje para realizar este vehículo, a lo que hay que sumar que Glas fue absorbida por BMW, por lo que la única solución fue el cierre definitivo.